# We Are Motörhead
We Are Motörhead – szesnasty album studyjny brytyjskiego zespołu Motörhead. Został nagrany pomiędzy czerwcem a sierpniem 1999 w Karo Studios w Brackel w Niemczech oraz pomiędzy grudniem 1999 a marcem 2000 roku w American Recorders w Calabasas w Stanach Zjednoczonych. Wydawnictwo ukazało się 15 maja 2000 roku nakładem wytwórni muzycznej SPV GmbH. Nagrania były promowane teledyskami do utworów „God Save the Queen” i „We Are Motorhead”.

## Lista utworów
Opracowano na podstawie materiału źródłowego.
| Nr  | Tytuł utworu                             | Autorzy                     | Długość |
| --- | ---------------------------------------- | --------------------------- | ------- |
| 1.  | „See Me Burning”                         | Campbell, Dee, Kilmister    | 02:59   |
| 2.  | „Slow Dance”                             | Campbell, Dee, Kilmister    | 04:29   |
| 3.  | „Stay Out of Jail”                       | Campbell, Dee, Kilmister    | 03:02   |
| 4.  | „God Save the Queen” (cover Sex Pistols) | Cook, Jones, Lydon, Matlock | 03:20   |
| 5.  | „Out to Lunch”                           | Campbell, Dee, Kilmister    | 03:26   |
| 6.  | „Wake the Dead”                          | Campbell, Dee, Kilmister    | 05:14   |
| 7.  | „One More Fucking Time”                  | Campbell, Dee, Kilmister    | 06:46   |
| 8.  | „Stagefright / Crash and Burn”           | Campbell, Dee, Kilmister    | 03:02   |
| 9.  | „(Wearing Your) Heart on Your Sleeve”    | Campbell, Dee, Kilmister    | 03:42   |
| 10. | „We Are Motörhead”                       | Campbell, Dee, Kilmister    | 02:21   |
|     |                                          |                             | 38:21   |

## Twórcy
Opracowano na podstawie materiału źródłowego.
| Zespół Motörhead w składzie - Lemmy Kilmister – gitara basowa, wokal prowadzący - Philip Campbell – gitara elektryczna, wokal wspierający - Mikkey Dee – perkusja |  | Inni - Joe Petagno – okładka, oprawa graficzna - Bill Cooper - inżynieria dźwięku - Alex Guerrero, Singerman Entertainment, Todd Singerman, Neil Warnock, Rave Booking, Tim Boar - management - Annamaria DiSanto, G$, Glen La Ferman, Stephanie Cabral - zdjęcia - Bob Kulick, Bruce Bouillet, Duane Barron, Motörhead - produkcja muzyczna - Charlie Bauerfeind - realizacja nagrań |

## Wydania
| Rok  | Nr katalogowy                     | Format               | Wydawca                   | Region            | Źródło |
| ---- | --------------------------------- | -------------------- | ------------------------- | ----------------- | ------ |
| 2000 | SPV 085-21822 CD                  | CD, Album            | Steamhammer               | Niemcy            | [ 8 ]  |
| 2000 | SPV 085-21822 CD                  | CD, Album            | Soyuz Music, Steamhammer  | Rosja             | [ 8 ]  |
| 2000 | 6668-2                            | CD, Album            | Roadrunner Records        | Brazylia          | [ 8 ]  |
| 2000 | 06076 86292-2                     | CD, Album            | CMC International Records | Stany Zjednoczone | [ 8 ]  |
| 2000 | 06076 86292-2                     | CD, Album            | CMC International Records | Stany Zjednoczone | [ 8 ]  |
| 2000 | BG2 86292                         | CD, Album, Club      | CMC International Records | Kanada            | [ 8 ]  |
| 2000 | SPV 21822 CD                      | CD, Album, Gre       | Steamhammer               | Niemcy            | [ 8 ]  |
| 2000 | SPV 088-21820 CD                  | CD, Album, Ltd + Box | Steamhammer               | Niemcy            | [ 8 ]  |
| 2000 | SPV 085-21822-P, SPV 085-21822 CD | CD, Album, Promo     | Steamhammer               | Niemcy            | [ 8 ]  |
| 2000 | TME MCL1Л001                      | Cass, Album          | TME/Сигалов               | Rosja             | [ 8 ]  |
| 2000 | MP-SPV020                         | Cass, Album          | Mystic Production         | Polska            | [ 8 ]  |
| 2000 | SPV 078-21821 LP                  | LP, Album            | Steamhammer               | Niemcy            | [ 8 ]  |
| 2004 | SANCD015                          | CD, Album, RE        | Sanctuary Records         | Wielka Brytania   | [ 8 ]  |

## Listy sprzedaży
| Lista                   | Kraj            | Pozycja |
| ----------------------- | --------------- | ------- |
| Media Control Charts    | Niemcy          | 21      |
| Suomen virallinen lista | Finlandia       | 39      |
| Sverigetopplistan       | Szwecja         | 33      |
| UK Albums Chart         | Wielka Brytania | 91      |